# Im Soo-hyang
Pour les articles homonymes, voir Im.
Im Soo-hyang (Hangul: 임수향), née le 19 avril 1990 à Pusan, est une actrice sud-coréenne. En 2016, elle occupe le rôle principal du film sud-coréen Eun-ha auprès de l'acteur Lee Jeong‑jin. En 2018, elle occupe à nouveau un rôle principal, celui de Kang Mi-rae dans le drama sud-coréen intitulé My ID Is Gangnam Beauty.
Elle a étudié le théâtre à Séoul, dans l'Université privée Chung-Ang.

## Filmographie

### Cinéma
- 2009 : 4gyoshi churiyeongyeok : Fan n°1
- 2013 : Iris 2 : The Movie : Kim Yeon-hwa
- 2016 : Eun-ha : Eun-ha

### Télévision
- 2011 : New Tales of Gisaeng : Dan Sa-ran
- 2011 : Paradise Ranch : Lee Da-eun
- 2012 : Salamander Guru and The Shadows : Im Soo-min (épisode 8)
- 2012 : I Do, I Do Yeom : Na-ri/Jang Na-ri
- 2013 : Iris II: New Generation : Kim Yeon-hwa
- 2014 : Inspiring Generation : Teguchi Gaya
- 2015 : Great Stories: "The Golden Days of Young-ja" : Oh Young-ja
- 2016 : Five Enough : Jang Jin-joo
- 2016 : Blow Breeze : Park Shin-ae/Kang Mi-jung
- 2017 : Lovers in Bloom : Moo Goong-hwa
- 2017 : Esprits Criminels (Corée du Sud) : Song Yoo-kyung
- 2018 : My ID Is Gangnam Beauty : Kang Mi-rae
- 2018 : Top Star U-back : Elle-même (épisode 3)
- 2019 : Graceful Family : Mo Seok-Hee